# Horst Klengel
Horst Klengel (* 6. Januar 1933 in Torgau; † 25. Dezember 2019 in Berlin) war ein deutscher Altorientalist.

## Leben, Werdegang und Leistungen
Horst Klengel wuchs zwischen 1936 und 1945 in Hirschberg im Riesengebirge auf. 1951 begann er mit dem Studium der Geschichte mit Spezialisierung auf Alter Geschichte und Altorientalischen Sprachen an der Humboldt-Universität zu Berlin. Er graduierte 1955 in Altorientalistik (Staatsexamen). Bis 1958 wirkte er als planmäßiger wissenschaftlicher Aspirant an der Humboldt-Universität Berlin und wurde im Juni 1958 bei Heinrich Otten und Gerhard Rudolf Meyer mit einer Arbeit zum Thema Benjaminiten und Hanäer zur Zeit der Könige von Mari promoviert. Anschließend arbeitete er bis 1964 am Vorderasiatischen Museum in Berlin. 1963 erfolgte Klengels Habilitation (Geschichte Syriens im 2. Jahrtausend v. u. Z.) an der Humboldt-Universität, wo er anschließend bis 1991 als zunächst als wissenschaftlicher Mitarbeiter Assyriologie lehrte. Von 1964 bis 1991 war er außerdem an der Akademie der Wissenschaften der DDR tätig, zuletzt als Arbeitsgruppenleiter und Leiter der Abteilung Alter Orient des Zentralinstitut für Alte Geschichte und Archäologie. 1976 wurde Klengel zum Honorarprofessor für Assyriologie und Hethitologie ernannt. Nach der Wende war Klengel seit 1991 wissenschaftlicher Mitarbeiter am Altorientalischen Seminar der Freien Universität Berlin. Ende 1996 ging er in den Ruhestand. Syrien, Anatolien und Mesopotamien im 2. Jahrtausend v. Chr. gehörten zu seinen Forschungsschwerpunkten.

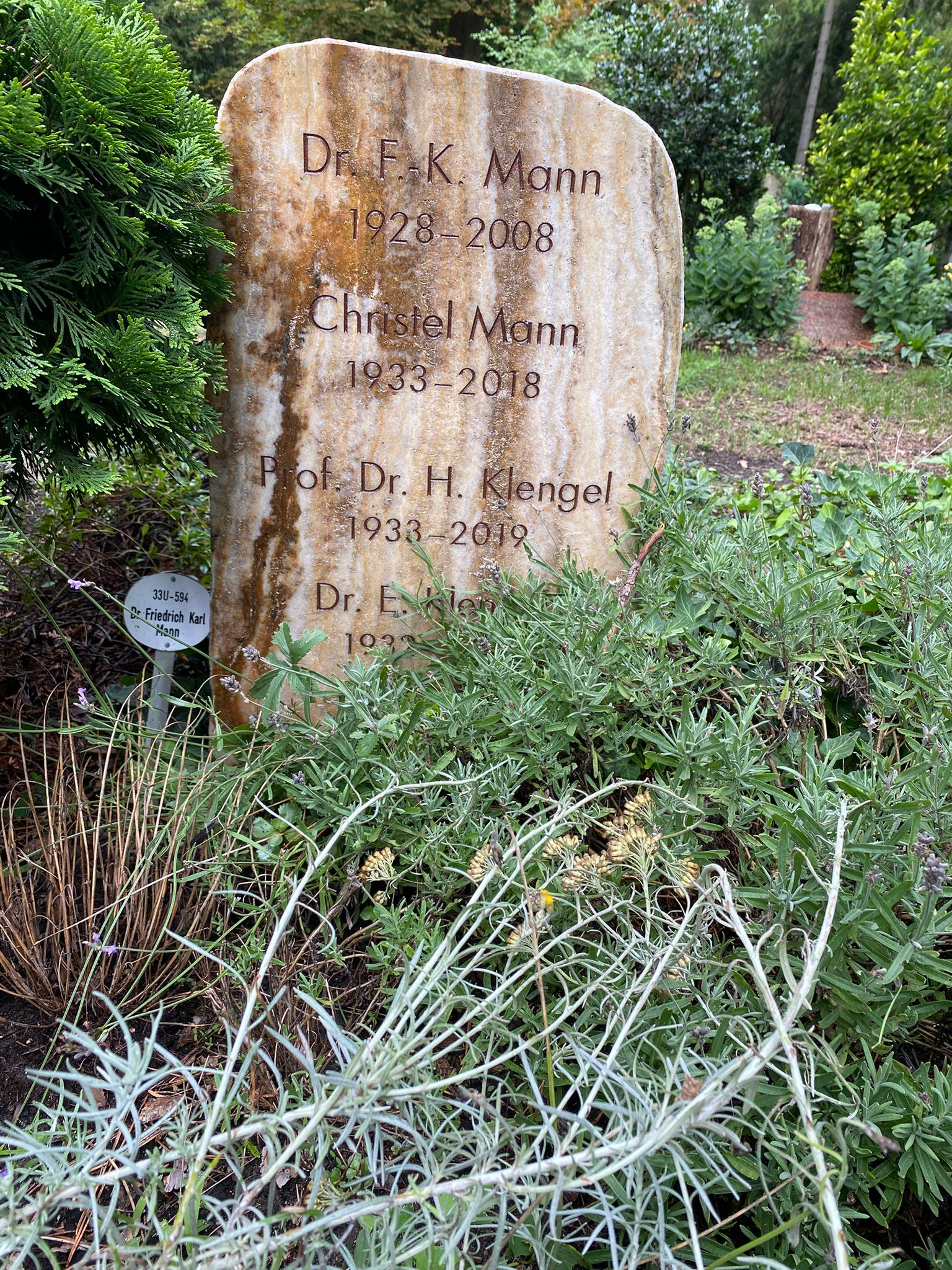
Grabstätte auf dem Friedhof Pankow III

Klengel war Mitglied in verschiedenen Organisationen, etwa im International Ebla-Committee der Universität Rom. Er war langjähriger Herausgeber der Orientalistischen Literaturzeitung und langjähriger Mitherausgeber der Altorientalischen Forschungen. Er hat zahlreiche wissenschaftliche und populärwissenschaftliche Publikationen zu Themen der altorientalischen Geschichte verfasst, die in mehrere Fremdsprachen übersetzt wurden. Seine Publikationsanzahl übersteigt 300 bei weitem, allein die Deutsche Nationalbibliothek verzeichnet fast 50 Einträge. Für die Kulturhistorische Reihe des Verlages Koehler & Amelang steuerte er drei Bände bei. Klengel war von 1988 bis 1992 korrespondierendes Mitglied der Akademie der Wissenschaften der DDR. 
Horst Klengel war mit der Vorderasiatischen Archäologin Evelyn Klengel-Brandt verheiratet. Er ruht auf dem Friedhof Pankow III.

## Veröffentlichungen (Auswahl)
Klengel hat zahlreiche wissenschaftliche und populärwissenschaftliche Publikationen zu Themen der altorientalischen Geschichte verfasst, die teilweise in mehrere Fremdsprachen übersetzt wurden. Seine Publikationsanzahl übersteigt 300 bei weitem, allein die Deutsche Nationalbibliothek verzeichnet fast 50 monografische Einträge.
- Geschichte Syriens im 2. Jahrtausend v. u. Z. Akademie-Verlag, Berlin 1963 (Habilitationsschrift).
- Geschichte und Kultur Altsyriens. Koehler & Amelang, Leipzig 1967 und 1979; Anton Schroll & Co., Wien 1980.
- Syria Antiqua. Edition Leipzig, Leipzig 1971.
- mit Evelyn Klengel: Die Hethiter und ihre Nachbarn. Eine Kulturgeschichte Kleinasiens von Catal Hüyük bis zu Alexander dem Großen. Koehler und Amelang, Leipzig 1970.
- Zwischen Zelt und Palast – Die Begegnung von Nomaden und Seßhaften im alten Vorderasien. Koehler & Amelang, Leipzig 1971.
- Altbabylonische Rechts- und Wirtschaftsurkunden (= Vorderasiatische Schriftdenkmäler der Staatlichen Museen zu Berlin. Neue Folge, Heft 2 = Heft 18). Akademie-Verlag, Berlin 1973.
- Hammurapi von Babylon und seine Zeit, Deutscher Verlag der Wissenschaften, Berlin 1976.
- Handel und Händler im alten Orient. Köhler & Amelang, Leipzig 1979.
- Altbabylonische Texte aus Babylon (= Vorderasiatische Schriftdenkmäler der Staatlichen Museen zu Berlin. Neue Folge, Heft 6 = Heft 22). Akademie-Verlag, Berlin 1983.
- Syrien zwischen Alexander und Mohammed. Denkmale aus Antike und frühem Christentum. Koehler und Amelang, Leipzig 1986 ISBN 3-7338-0002-8.
- Geschichte des hethitischen Reiches (= Handbuch der Orientalistik Abteilung 1: Der Nahe und Mittlere Osten, Band 34). Brill, Leiden-Boston-Köln 1998, ISBN 90-04-10201-9.
- König Hammurapi und der Alltag Babylons. Artemis Verlag, Zürich 1991.
- Herausgeber: Ägypten, Vorderasien, Turfan. Probleme der Edition und Bearbeitung altorientalischer Handschriften (= Schriften zur Geschichte und Kultur des Alten Orients, Band 23). Akademie-Verlag, Berlin 1991, ISBN 3-05-000922-5.
- Herausgeber mit Johannes Renger: Landwirtschaft im Alten Orient (= Berliner Beiträge zum Vorderen Orient, Band 18). Reimer, Berlin 1999, ISBN 3-496-02652-9.
- Hattuschili und Ramses. Hethiter und Ägypter – ihr langer Weg zum Frieden (= Kulturgeschichte der antiken Welt, Band 95). Philipp von Zabern, Mainz 2002, ISBN 3-8053-2917-2.